# 施文森
施文森（1933-），台灣法學家，保險法領域的權威學者，曾任司法院大法官，出版保險法及票據法專書論文無數，被譽為「台灣保險法之父」。在台灣保險產業草創階段，文森教授開疆關土，從培育專業人才到完備法制建設，協助成就今日保險產業之蓬勃發展。

## 生平
1960年赴美深造，1967年學成歸國。
參與主編最高法院1929-1964年間重要判決;將憲法法庭解釋翻譯成英文。
1969年大法官出任政大法律系主任。為系上爭取經費，禮聘一流師資，創辦「政大法學評論」，並參考美國哈佛、耶魯等大學出版物，制定統一論文格式。同時設立「法律服務社」，開放民眾前來做免費的法律諮詢，讓學生將所學回饋社會，此為當時全台大專院校第一個設立之法律服務性質社團。編印最高法院早期判例，充實圖書設備，並爭取國科會補助聘請美國客座教授Stephen Dunham（鄧楠）教授本班大二英美法。法治斌、段重民畢業後赴美深造，均受鄧楠教授之推薦，法段二人日後回母校任教與鄧楠教授的影響甚有關係。施文森主任並開設會計、德文必選課，擴充同學日後就業或深造之基礎。
1985年創立政大「保險研究所」，培育保險法律、保險管理及精算工程等領域之人才，目前保險研究所已發展為風險管理與保險學系並設有法律組
1994年出任大法官
2013年台灣保險卓越獎中獲頒終身成就獎
2014年，為推動台灣保險法學術研究，促進與海峽兩岸及國際學術團體之交流，台灣保險法學會（Taiwan Insurance Law Association，TILA）正式成立，並由施文森教授出任創會之首屆理事長。

## 教學
政大法律系退休教師陳惠馨教授回憶：施文森老師例外沒有考試，卻要求同學必須找出實務判決評釋作為作業，「此事在今日雖不特殊，但在當時司法運作不透明的情況下，要找一個判例並不容易」
政治大學風險管理與保險學系林建智教授：印象最為深刻者，應是政大保險所特有「每日簽到退」的點名制度，及「陪所長爬山」的零學分健身課程。當時若干同學難以適應，頗有微詞，如今方知所長嚴格辦學之良苦用心。

## 資料來源
1. ↑  . 東南大學法学院. 2017-07-20.
2. ↑  林建智．張冠群．陳品璇．汪信君．卓俊雄．許世昌．羅俊瑋．李志峰．周映彤．曾耀鋒．蔡信華．莊永丞．吳珞齊．彭金隆．王正偉．林育廷．陳俞沛．吳玉鳳．葉啓洲. . 元照出版公司. 2022. ISBN 978-957-511-679-8.
3. ↑  林建智．張冠群．陳品璇．汪信君．卓俊雄．許世昌．羅俊瑋．李志峰．周映彤．曾耀鋒．蔡信華．莊永丞．吳珞齊．彭金隆．王正偉．林育廷．陳俞沛．吳玉鳳．葉啓洲. . 元照出版公司. 2022: 林 序. ISBN 978-957-511-679-8.
4. ↑  政治大學風險管理與保險學系粉絲團. . Facebook. 2021-06-18.
5. ↑  台灣保險法學會, Taiwan Insurance Law Association. . Facebook. 2015-10-07.
6. ↑  林建智．張冠群．陳品璇．汪信君．卓俊雄．許世昌．羅俊瑋．李志峰．周映彤．曾耀鋒．蔡信華．莊永丞．吳珞齊．彭金隆．王正偉．林育廷．陳俞沛．吳玉鳳．葉啓洲. . 元照出版公司. 2022: 林建智 序. ISBN 978-957-511-679-8.
7. ↑  林建智．張冠群．陳品璇．汪信君．卓俊雄．許世昌．羅俊瑋．李志峰．周映彤．曾耀鋒．蔡信華．莊永丞．吳珞齊．彭金隆．王正偉．林育廷．陳俞沛．吳玉鳳．葉啓洲. . 元照出版公司. 2022: 賴英照 序. ISBN 978-957-511-679-8.
8. ↑  政大法學院記者謝孟釗、方怡文、王劭予. . 政大法學院電子報. 2008-12-24  [2025-05-23]. （原始内容存档于2023-11-25）.
9. ↑  政大法律三十三屆校友. . 國立政治大學校友總會. 2023: 109.
10. ↑  國立政治大學三十三屆法律系畢業校友.  (PDF).
11. ↑  法學院記者謝孟釗、方怡文、王劭予. . 2008-12-24  [2025-05-23]. （原始内容存档于2023-11-25）.
12. ↑  司法周刊. . 司法周刊. 2013, (1656).
13. ↑  . 憲法法庭.   [2025-05-23]. （原始内容存档于2025-04-30）.
14. ↑  . 司法周刊. 2013-08-01.
15. ↑  林建智．張冠群．陳品璇．汪信君．卓俊雄．許世昌．羅俊瑋．李志峰．周映彤．曾耀鋒．蔡信華．莊永丞．吳珞齊．彭金隆．王正偉．林育廷．陳俞沛．吳玉鳳．葉啓洲. . 元照出版公司. 2022: 林建智 序. ISBN 978-957-511-679-8.
16. ↑  政大法學院記者方怡文、沈祺雲、謝孟釗. . 2010-06-03  [2025-05-23]. （原始内容存档于2023-11-25）.
17. ↑  林建智. . 元照出版公司. 2022: 林建智序. ISBN 978-957-511-679-8.